# Mukilteo (Washington)
Mukilteo es una ciudad ubicada en el condado de Snohomish en el estado estadounidense de Washington. En el año 2000 tenía una población de 20.938 habitantes y una densidad poblacional de 1.097,3 personas por km².

## Historia
Fue en Mukilteo donde en 1855 se firmó el tratado de Point Elliot, entre el gobernador Isaac Stevens y 82 jefes de tribus de la región de Puget Sound.

## Geografía
Mukilteo se encuentra ubicada en las coordenadas 47°54′58″N 122°18′11″O / 47.91611, -122.30306.

## Demografía
Según la Oficina del Censo en 2000 los ingresos medios por hogar en la localidad eran de $67.323, y los ingresos medios por familia eran $79.487. Los hombres tenían unos ingresos medios de $53.880 frente a los $37.835 para las mujeres. La renta per cápita para la localidad era de $29.134. Alrededor del 3,4% de la población estaban por debajo del umbral de pobreza.